# Converting Vegetarians
Albums de Infected Mushroom
B.P. Empire
(2001) IM the Supervisor
(2004)
Converting Vegetarians est un album double de trance psychédélique et d'IDM du groupe Infected Mushroom sorti le 14 juillet 2003.

## Titres

### CD1 - Trance Side
1. "Albibeno" – 7:01
2. "Hush Mail" – 6:58
3. "Apogiffa Night" – 8:05
4. "Song Pong" – 8:33
5. "Chaplin" – 6:52
6. "Echonomix" – 7:39
7. "Scorpion Frog" – 7:55
8. "Deeply Disturbed" – 8:24
9. "Semi Nice" – 6:06
10. "Yanko Pitch" – 8:12

### CD2 - The Other Side
1. "Converting Vegetarians" – 5:39
2. "Elation Station" – 5:35
3. "Drop Out" – 5:14
4. "Avratz" – 10:23
5. "Blink" - 5:32
6. "Shakawkaw" – 4:08
7. "Pletzturra" – 6:44
8. "I Wish" – 3:00
9. "Ballerium" – 7:17
10. "Selecta" – 5:21
11. "Illuminaughty" – 4:50
12. "Jeenge" – 7:02
13. "Elevation" – 5:16